# Heinrich Hallard genannt Elliot

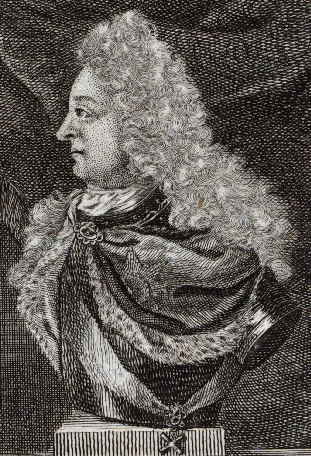
Heinrich Hallard genannt Elliot

Heinrich Hallard genannt Elliot (* 1620; † 22. September 1681 in Plathe) war ein kurbrandenburgischer geheimer Kriegsrat, Generalmajor und Oberkommandierender aller an der Peene liegenden Festungen.
Seine Vorfahren stammen aus Schottland. Seine Eltern waren der holländische Hauptmann Amaury Hallard und dessen Frau die Baronin Katharina Fournier de Neuville.
Er wechselte um 1660 aus holländischen in Kurbrandenburger Dienste. Bereits am 25. März 1661 wurde er in den Adelsstand erhoben. Am 14. Mai 1672 wurde er Oberst im Regiment von der Goltz. Im Schwedisch-Brandenburgischen Krieg war er 1675/1676 Kommandant der von Brandenburg eingenommenen Stadt und Festung Wolgast und hielt sie erfolgreich gegen schwedische Rückeroberungsversuche unter Feldmarschall Conrad Mardefelt sowie im Mai 1676 unter Feldmarschall Otto Wilhelm von Königsmarck. Am 11. Juli 1678 wurde er zum Generalmajor ernannt und kommandierte am 10. September 1678 den linken Flügel der Brandenburger Truppen bei der Eroberung der Insel Rügen.
Er starb 1681 in Plathe.

## Ehen und Nachkommen
Seine erste Frau lernte er als Oberstleutnant kennen, als er in Plathe stationiert war. Es handelte sich um Kunigunde von Dewitz, Witwe von Andreas von der Osten († 1660), Erbin von Plathe. Sie starb aber bereits vor 1671.
Seine zweite Frau heiratete er 1678 in Anklam. Es handelte sich dabei um Sophia Hedwig von Mardefeld (* 1662; † 1733), die Tochter des schwedischen Generalfeldmarschalls Conrad Mardefelt und der Augusta Elisabeth von der Lancken. Mit ihr hatte er mehrere Kinder. Die Witwe heiratete nach seinem Tod den damaligen Oberst Moritz Friedrich von Schwerin (1652–1686), dann den Legationsrat Lorenz Georg von Krockow (1638–1702), schließlich den Generalleutnant Johann Georg von Tettau (1650–1713).
Der Sohn Ludwig Nikolaus von Hallart (* 1659; † 1727) diente ab 1700 in der russischen Armee, in der er bis zum General aufstieg. Die Tochter Antoinette Hedwig († 1756) heiratete den späteren preußischen Generalfeldmarschall Adrian Bernhard von Borcke.